# Isonychus ovinus
Isonychus ovinus är en skalbaggsart som beskrevs av Wilhelm Ferdinand Erichson 1847. Isonychus ovinus ingår i släktet Isonychus och familjen Melolonthidae. Inga underarter finns listade i Catalogue of Life.